# Нафтали Бенет
Нафтали Бенет (хебр. נַפְתָּלִי בֶּנֶט; Хајфа, 25. марта 1972) је израелски политичар, бизнисмен и премијер Израела од 13. јуна 2021. године до 30. јуна 2022. године. Тренутно води странку Нове деснице од 2018. године и предводи фракцију Јамина у Кнесету.

## Биографија
Рођен и одрастао у Хајфи као син имиграната из Сједињених Држава, Бенет је служио у јединицама специјалних снага Сајерет Маткал и Маглан у Израелској одбрамбеној армији, учествујући у многим борбеним операцијама, а потом је постао софтверски предузетник. 1999. године био је суоснивач и сувласник америчке компаније Циота, која послује у простору за борбу против превара, усредсређена на преваре путем банкарства путем Интернета, преваре у е-трговини и крађе идентитета. Компанија је продата 2005. године за 145 милиона долара. Такође је служио као извршни директор компаније Солуто, израелске услуге рачунарства у облаку, продате 2013. године за пријављених 100–130 милиона долара.
У политику је ушао 2006. године и био је шеф кабинета Бенјамина Нетанјахуа до 2008. године. 2011. године, заједно са Ајлет Шакед, је основао ванпарламентарни покрет Мој Израел. Бенет је 2012. изабран за вођу странке Јеврејског дома. На изборима за Кнесет 2013. године, којима се први оспорио Јеврејски дом под Беннетовим вођством, странка је освојила 12 места од 120. Био је министар економије и верских служби од 2013. до 2015. и министар образовања од 2015. до 2019 године. У децембру 2018. године, Бенет је пребегао из Јеврејског дома да би формирао Нову десницу.